# Wilhelm Freddie
Christian Frederik Wilhelm "Freddie" Carlsen (født 7. februar 1909 i København, død 26. oktober 1995 København) var en dansk kunstmaler, grafiker, objektkunstner og professor ved Det Kongelige Danske Kunstakademi i København.
Han var den eneste danske kunstner, der oplevede at blive meldt til politiet for at have produceret ”utugtige kunstværker”. Han fik sågar en hæftestraf for sine ”pornografiske udskejelser”. Wilhelm Freddie var en surrealistisk enspænder, idet han skilte sig ud fra andre surrealistiske kunstnere i Danmark. Han opnåede dog i stort mål anerkendelse, priser, hæder og medaljer.

## Ekstern henvisning
- Wilhelm Freddie på Kunstindeks Danmark/Weilbachs Kunstnerleksikon
- Den Store Danske
- Wilhelm Freddie på Internet Movie Database (engelsk)
- Wilhelm Freddie på Filmdatabasen
- Wilhelm Freddie på The Movie Database (engelsk)